# Jamel Debbouze
Jamel Debbouze (arab. جمال دبّوز; ur. 18 czerwca 1975 w Paryżu) – francuski komik, aktor, scenarzysta i producent filmowy pochodzenia marokańskiego.

## Życiorys
Urodzony w rodzinie marokańskich emigrantów jako najstarszy z szóstki rodzeństwa, dorastał w Trappes pod Paryżem (departament Yvelines). Rok po jego narodzeniu rodzice powrócili do Maroka. W 1979 rodzina Debbouze osiedliła się w Trappes, gdzie Jamel spędził resztę swojego dzieciństwa. 17 stycznia 1990 przeżył poważny wypadek kolejowy podczas przekraczania torów na stacji SNCF w Trappes. Debbouze został uderzony przez pociąg relacji Paryż-Nantes, jadący z prędkością 150 km/h, w wyniku czego aktor stracił władzę w prawym ramieniu.
Zachęcony przez kierownika teatru z okolicznego miasteczka, występował na scenie i brał udział w konkursach recytatorskich. W 1990 spotkał pedagoga teatralnego Jamela Alaina Degoisa, który zorganizował warsztaty improwizacji, gdzie dołączył do jego zespołu. Wraz z zespołem brał udział we francuskich mistrzostwach improwizacji w 1991, występował w Quebecu i Maroku. Zadebiutował przed kamerami w wieku siedemnastu lat rolą niezrozumianego przez otoczenie Marokańczyka w filmie krótkometrażowym Niebieskie kamienie pustyni  (Les Pierres bleues du désert, 1992). Następnie zrealizował swój własny program C’est Tout Neuf (1995), pojawił się w radiu Radio Nova i wziął udział w telewizyjnym programie Nova Premiere.
Popularność w rodzinnym kraju zdobył jako Jamel Dridi, operator w szpitalu w sitcomie Canal+ H (1998–2001) oraz jako prezenter programu Jamel Comedy Club (2006). Współpracował z humorystą Gadem Elmaleh, u którego zagrał w spektaklu opowiadającym o konflikcie izraelsko-palestyńskim.
Jego kreacja Luciena, pomocnika gburowatego sklepikarza w melodramacie Amelia (Le Fabuleux destin d’Amélie Poulain, 2001) przyniosła mu nominację do nagrody Cezara. Kolejną nominację do Cezara zdobył w komedii fantasy Asterix i Obelix: Misja Kleopatra (Astérix & Obélix: Mission Cléopâtre, 2002) u boku Gerarda Depardieu jako Numernabis, przyjaciel Panoramiksa, który na zlecenie Kleopatry (Monica Bellucci) nadzoruje budowę pałacu, mającego powstać w zawrotnym terminie trzech miesięcy.

## Życie prywatne
29 marca 2008 poznał dziennikarkę Mélissę Theuriau, którą poślubił 7 maja 2008.

## Filmografia

### Filmy kinowe
- 1996: Dwóch tatusiów i mama (Les Deux papas et la maman)
- 1998: Zonzon jako Kader
- 1999: Niebo, ptaki i twoja matka (Le Ciel, les oiseaux et... ta mere!) jako Youssef
- 2000: Elie Semoun (Elie annonce Semoun) – różne role
- 2001: Amelia (Le Fabuleux destin d’Amélie Poulain) jako Lucien
- 2002: Asterix i Obelix: Misja Kleopatra (Astérix & Obélix: Mission Cléopâtre) jako Numernabis/Edifis (głosu użyczył: Cezary Pazura)
- 2002: Pościg za milionem (Le Boulet) jako Le maton malien
- 2004: Jamel 100% Debbouze jako Jamel
- 2004: Ona mnie nienawidzi (She Hate Me) jako Doak
- 2005: Angel-A jako André
- 2006: Dni chwały (Indigènes) jako Saïd Otmari
- 2008: Asterix na Olimpiadzie (Astérix aux jeux olympiques) jako Numernabis
- 2008: Opowiedz mi o deszczu (Parlez-moi de la pluie) jako Karim
- 2010: Hors-la-loi jako Saïd
- 2011: Kurczak ze śliwkami (Poulet aux prunes) jako żebrak Houshang
- 2011: Hollywoo jako Farres
- 2012: Na tropie Marsupilami (Sur la piste du Marsupilami) jako Pablito Camaron
- 2012: 360 jako Algierczyk
- 2012: Né quelque part
- 2022: Pan Zabawka jako Samy

### Seriale telewizyjne
- 1998–2001: H jako Jamel Dridi

### Filmy krótkometrażowe
- 1992: Niebieskie kamienie pustyni (Les Pierres bleues du désert)
- 1996: Y a du foutage de gueule dans l’air
- 1998: Un pavé dans la mire jako strażnik więzienny
- 1999: Rêve de cauchemar jako Saïd
- 1999: Les Petits souliers jako Zinedine Haouita
- 2000: Granturismo jako autostopowicz François

### Pozostałe filmy
- 2010: Made in Jamel
- 2022: „Le nouveau jouet” „Pan zabawka” – Samy